# At It Again
At It Again é um filme de comédia dos Estados Unidos, realizado em 1912. O filme mudo foi dirigido, produzido e estrelado por Mack Sennett.

## Crítica
A revista Moving Picture World comentou sobre o filme da seguinte maneira: "A presença dominante de dois detetives amadores à la Sherlock Holmes permeia o enredo com suas peripécias. Embora sua atuação possa introduzir um elemento de confusão na trama, seu humor e a irrelevância do enredo para o entretenimento geral permitem que sejam facilmente perdoados".